# 酪氨酸激酶
酪氨酸激酶（英語：tyrosine kinase）是在细胞中催化磷酸基团从ATP中转移到蛋白质的酪氨酸残基上的酶，起到调控细胞中信号通路的“开”与“关”。酪氨酸激酶是蛋白激酶中的一类；根据底物特异性，蛋白激酶可分为两大类：酪氨酸激酶（酪氨酸特异性）、丝氨酸/苏氨酸激酶（丝氨酸/苏氨酸特异性）。
与酪氨酸激酶相对应的酶是蛋白酪氨酸磷酸酶，负责去磷酸化。由激酶和磷酸酶进行的蛋白的磷酸化与去磷酸化过程对细胞的增殖、分裂与分化的调控非常重要。酪氨酸激酶的一些突变可使其一直处于“活跃”状态，能引起细胞的不受抑制的生长，最终演变为癌症。因此一些酪氨酸激酶抑制剂，如伊马替尼等被作为抗癌药物研发出来。